# Коралловый остров (роман)
«Коралловый остров» (англ. The Coral Island) — ориентированная на юношество англоязычная робинзонада 1857 года, самое известное произведение шотландского писателя Роберта Баллантайна.

## Сюжет
В этом романе воспитания рассказывается, как три юных англичанина: 15-летний Ральф Ровер (от лица которого ведётся повествование), 18-летний Джек и весёлый 14-летний Питер, потерпели кораблекрушение и попали на необитаемый остров. Они устраивают свой быт в духе Робинзона Крузо и, несмотря на тайфуны, набеги диких свиней и враждебных посетителей острова, ведут на нём почти идеальную жизнь.
Мальчики добывают огонь трением двух палок и лазают на пальмы за тонкокожими кокосами (последнее — ошибка Баллантайна). Ребята строят лодку с парусами из копры, чтобы добраться до соседнего острова, где Джек побеждает в бою вождя племени Тараро.
Затем пираты похищают Ральфа, приключения которого продолжаются на южных островах. Через некоторое время Ральф вместе с пиратом Кровавым Биллом бегут с пиратской шхуны. Потом Билл умирает, и Ральф возвращается к своим друзьям.
Ребята пытаются помочь самоанской девушке Аватее убежать из племени и стать христианкой, но Тараро ловит их. Однако английский миссионер выручает их, обратив самого Тараро в христианство. Наконец трое героев возвращаются к цивилизации, повзрослев и помудрев.
Роман вдохновил юного Роберта Льюиса Стивенсона разрабатывать в своих книгах тему морских приключений, благодаря чему вышел в свет классический «Остров сокровищ» (1883). Роман воспитания Уильяма Голдинга «Повелитель мух» (1954) задуман был в качестве иронического комментария к «Коралловому острову» Баллантайна.

## Русские переводы
- Баллантайн Роберт. Коралловый остров / Пер. П. Перова. — Л.: Вокруг света, 1928. — 100 с.: ил.
- Баллантайн Роберт. Коралловый остров / Пер. И. А. Нечаевой. — М.: ЭНАС-КНИГА, 2017. — 288 с.: ил. — (Мировая книжка). — ISBN 978-5-91921-501-1.